# Furazabol
El Furazabol (miotolan) es un esteroide anabolizante 17-alfa-aquilatado estructuralmente parecido al Stanozolol (Winstrol). Es una molécula de DHT con un grupo 17-alfa-metilado para presentar disponibilidad oral, no tiene un grupo 3-keto, necesario para unirse al receptor androgénico. En vez de tener un grupo 2,3-pyrazol, el Furazabol tiene un grupo 2,3-Furazan. La diferencia no parece ser tan grande, ambos grupos contienen dos átomos de nitrógeno y dos dobles enlaces y ambos están presentes en lugar del grupo 3-keto. La ventaja es que no es fácil de ser desactivado y por tanto es bastante estable.
- Nombre Farmacéutico: Furazabol
- Estructura Química: 17-alfa-metil-5-alfa-androsta-2,3-furazan,17b-ol
- Peso Molecular: 330.4692
- Marcas & Distribución del Producto: Daiichi Seiyaku Miotolan (Japón) 1 mg tabs

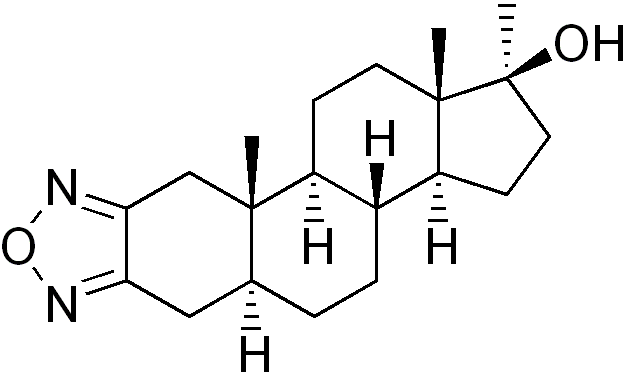
Furazabol.

## Características
Debido a la carencia del grupo 3-keto se deteriorará la potencia androgénica total. El comportamiento del Furazabol es idéntico al Stanozolol en casi todos los sentidos.
Podemos decir que en cierto modo es un esteroide poco extendido. Sólo se fabrica en Japón, en tabletas de 1 mg; y su baja disponibilidad hace que el precio de este esteroide sea algo alto.
En estos momentos no existe literatura que haga una mención total al Furazabol, por lo que el autor del artículo ha podido encontrar, se habla de la naturaleza suave del esteroide. En un caso se encontró que el Furazabol fue un buen tratamiento para la hiperlipidemia, y esto sin afectar la proteinuria (lo que uno debe de esperar de un esteroide es incremento de la proteinuria y ningún efecto sobre la hiperlipidemia). La baja afinidad con el receptor androgénico puede explicar la carencia de proteinuria.
El Furazabol puede ser considerado un esteroide relativamente suave. No es estrogénico en ningún sentido, teniendo en cuenta su estructura y su carencia de acción estrogénica, además de su baja afinidad por el receptor androgénico tenemos que este esteroide tiene una influencia pequeña en la producción de testosterona endógena. Como el Winstrol (Stanozolol) y el Anavar (Oxandrolona). Usado en largos períodos de tiempo la supresión de testosterona al final ocurre, por supuesto, pero debido a que ocurre mucho más despacio, el usuario sufrirá menos atrofia testicular. Hay un ligero riesgo androgénico, como el Winstrol, pero no suele ser frecuente ni severo. El acné , el incremento en el vello corporal y facial y el agravante de la caída del cabello pueden ocurrir, pero estos efectos son mucho menos probables que en otros esteróides más androgénicos.

## Uso
El Furazabol es un esteroide 17-alfa-aquilatado y dada su hepatoxicidad es interesante proteger el hígado mientras se toma. A diferencia de muchos esteroides, esta droga tiene una vida-media relativamente corta , pero lo compensa con su larga actividad (15-33 % de excreción después de 48 h).
Como no aromatiza, y no tiene una gran actividad androgénica, no es probable que en varones ocurran efectos secundarios relacionados con las altas dosis de estrógenos, no es probable que ocurran subidas de tensión arterial graves, sin embargo este producto debe tomarse siempre bajo la prescripción y supervisión de un médico.

## Precauciones
Hay que tener en cuenta que en casos de hipertensión moderada o grave o tensión descompensada este fármaco puede agravar el estado. Dado su comportamiento de alteración del perfil lipídico y de acuerdo a los estudios realizados no parece preocupante el aumento del colesterol, incluso se han reportado datos de mejora de estados de hipercolesterolemia (hallazgo en un principio sorprendente dada su similitud estructural con el Stanozolol), sin embargo parece ser que cuando se hicieron esos estudios se tuvo en cuenta el colesterol total, que bajó, sin embargo el status teórico en este momento parece apuntar a que existe una reducción del colesterol HDL, aunque baje el colesterol total, lo cual es claramente un marcador de riesgo cardiovascular, por tanto estos hallazgos sobre la supuesta mejoría del perfil lipídico del furazabol están sujetos a revisión.
En caso de trastornos hepáticos y/o cardiovasculares debe tenerse en cuenta que este esteroide es hepatotóxico y dada su naturaleza de modulación de la tensión también puede provocar arritmias (extrasístoles o alteraciones de la repolarización tardía) aunque no existen casos reportados en humanos esta advertencia se basa en los efectos secundarios provocados por moléculas afines y debe ser tenida en cuenta , las alteraciones en la repolarización se displayan gráficamente por medio del EKG. De nuevo este producto debe tomarse siempre bajo la prescripción y supervisión de un médico.

## Metabolismo y excreción
En un estudio realizado con dos personas se halló que el máximo ratio de excreción fue alcanzado a las 2-3 horas de la ingestión de 5mg de Furazabol vía oral y la vida media fue de 1.87 y 1.29 horas respectivamente. Al cabo de 48 horas la cantidad de esteroide recuperada fue del 24%.

## Fuente
Traducción e interpretación libre del Art.:
- Van Mol, Peter (Big Cat) (2002). «Miotolan». Archivado desde el original el 29 de marzo de 2007. Consultado el 2007.